# Prinzenhöhle (Hartenstein)
Die Prinzenhöhle ist ein etwa 18 m langer Felsspalt im Westerzgebirge, der während des Altenburger Prinzenraubes als Versteck gedient haben soll.

## Beschreibung
Die Höhle ist begehbar, jedoch unbeleuchtet. Das harte Gestein erübrigt eine Sicherung gegen Einsturz.

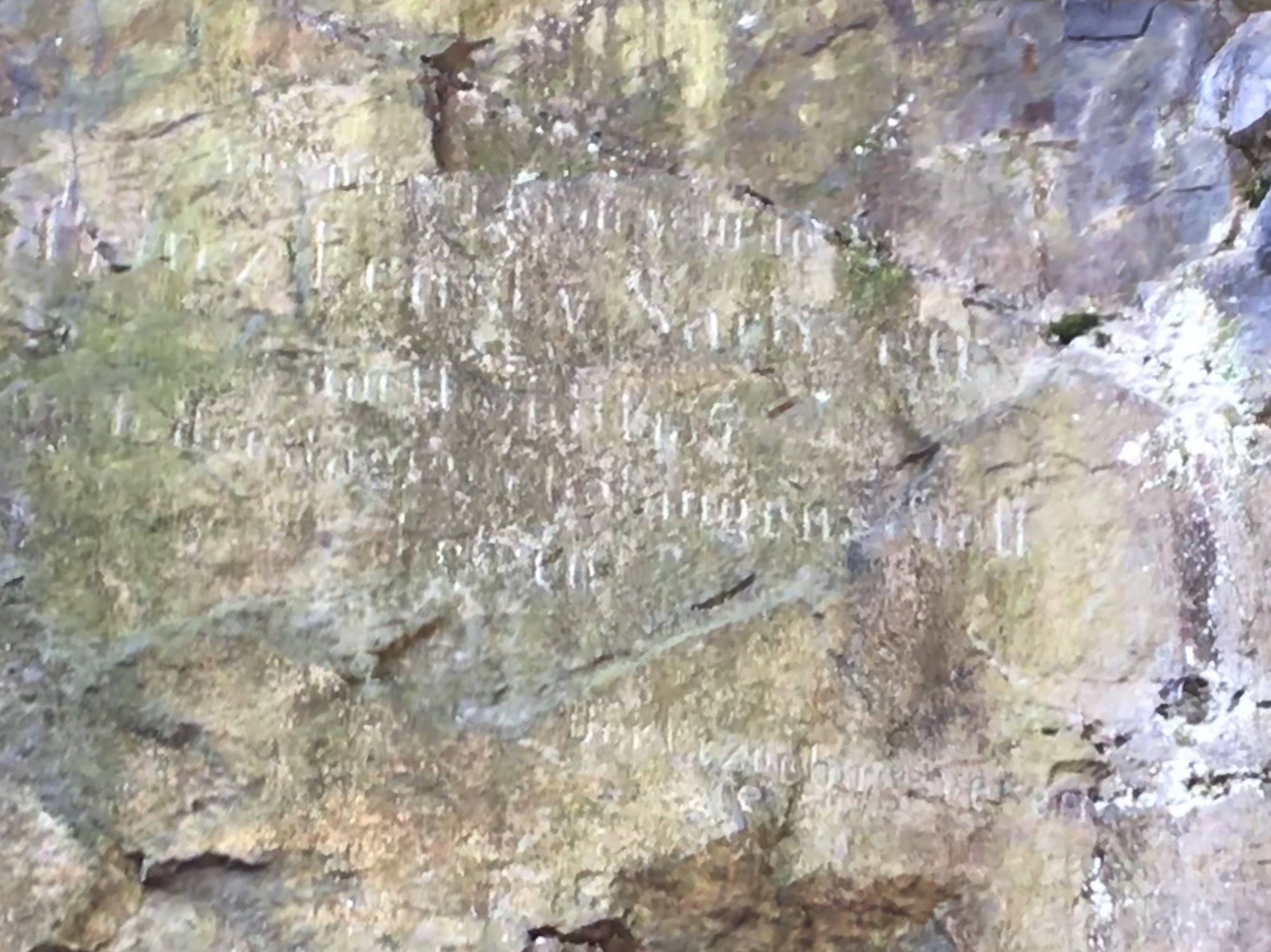
Inschrift über dem Eingang

Sie befindet sich in der Nähe der Isenburg, jedoch am gegenüber liegenden Ufer der Zwickauer Mulde im Poppenwald etwa in der Mitte zwischen den Orten Bad Schlema und Hartenstein.
Die Prinzenhöhle ist nicht natürlichen Ursprungs, sondern ein mittelalterlicher Bergwerksstollen.

## Altenburger Prinzenraub
In der Höhle sollen vom 8. bis zum 11. Juli 1455 die Ritter Wilhelm von Mosen und Wilhelm von Schönfels, Komplizen des Kunz von Kaufungen und zwei ihrer Knechte den Prinzen Ernst von Sachsen während des Altenburger Prinzenraubes versteckt haben. Die Höhle wurde 1778 (oder 1779) vom Hartensteiner Diakon Johann Friedrich Käufler wiederentdeckt. Später wurde hier eine Inschrift in den Fels gehauen, die an die Gefangenschaft des Prinzen Ernst in dieser Felsspalte erinnert.

## Wege zur Prinzenhöhle
Die Prinzenhöhle ist heute mit ihrer nahebei gelegenen Gaststätte Forsthaus zur Prinzenhöhle ein beliebtes Ausflugsziel. Die Höhle ist leicht über das Forsthaus an der Straße zwischen Hartenstein und Bad Schlema zu erreichen. Auch vom Parkplatz an der Schlossruine in Hartenstein führt ein beschilderter Wanderweg über 4,5 km zur Prinzenhöhle.

## Sonstiges
Der Heimatforscher Jürgen Hüller bezweifelte 2012, dass die als Prinzenhöhle bekannte Höhle tatsächlich das Versteck der Entführer war. Er begründete, warum der Prinz-Ernst-Stollen eher mit den überlieferten Angaben übereinstimmt.